# Hans Mangold (Politiker)

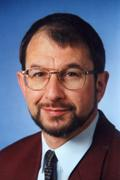
Hans Josef Mangold

Hans Josef Mangold (* 1952 in Wildsteig) ist Facharzt für Innere Medizin und Politiker (ÖDP und Grüne). 1985 trat er der ÖDP bei, deren Bundesvorsitzender er von 1995 bis 1997 war. Etwa 2005 trat er zu den Grünen über.

## Beruflicher Werdegang und Familie
Nach dem Wehrdienst studierte Mangold Medizin und arbeitet seit 1982 als Arzt in der Inneren Medizin am Krankenhaus.

## Politische Karriere
1985 trat Mangold der ödp bei. In der Folgezeit wurde er in den Bundesvorstand der Partei, auf dem Bundesparteitag im Januar 1988 zum ersten stellvertretenden Bundesvorsitzenden gewählt. Jedoch geriet er während dieser Zeit mit dem damaligen Parteivorsitzenden Herbert Gruhl in Konflikt. Außerdem machte Gruhl gegen ihn sowie drei weitere Vorstandsmitglieder in der Parteizeitung Stimmung, was ebenfalls zur Verschärfung des Konfliktes führte. Auf der Sitzung des Bundeshauptausschusses (BHA), die am 7. Januar 1989 in Würzburg stattfand, schlug Mangold ihm ein Versöhnungsgespräch vor, was jener jedoch ablehnte.
Bereits im Vorfeld des schicksalhaften Saarbrücker Bundesparteitages der ÖDP von 1989 erklärte Mangold seinen Rückzug aus dem Bundesvorstand; ironischerweise trat Gruhl im Verlauf des Parteitages ebenfalls von seinem Amt zurück. 1990 wurde Mangold in den Stadtrat von Kempten (Allgäu) gewählt, dem er seither angehört. 
1995 löste Mangold in einer Kampfabstimmung Bernd Richter als Parteivorsitzenden ab. Nach Kritik an seinem Führungsstil verlor er 1997 seinerseits diesen Posten in einer Kampfabstimmung an Susanne Bachmaier. Unter dem Vorsitz von Mangold begann der Corporate-Identity-Prozess der ödp, der zu einem neuen Parteilogo und der Kleinschreibung des Parteinamens führte. Letztere wurde 2010 revidiert.
Im Laufe der Legislaturperiode von 2002 bis 2008 trat er zu Bündnis 90/Die Grünen über. Darüber hinaus ist Mangold Mitglied im Bund Naturschutz und im Kuratorium der Stiftung für Ökologie und Demokratie.